# Die Füchse im Weinberg
Die Füchse im Weinberg (in der Erstauflage 1946 auch unter dem Titel Waffen für Amerika erschienen) ist ein historischer Roman von Lion Feuchtwanger aus den Jahren 1944–1946. Er basiert auf Feuchtwangers Theaterstück Waffen für Amerika. Er spielt hauptsächlich in Paris nach der Unabhängigkeitserklärung der USA von 1776. Die Hauptcharaktere sind der Kaufmann und Schriftsteller Beaumarchais und Benjamin Franklin als Abgesandter des amerikanischen Kongresses. Als weitere historische Persönlichkeiten treten König Ludwig XVI., Marie-Antoinette und der französische Aufklärer Voltaire auf.

## Handlung
Das französische Ancien Régime neigt sich dem Ende zu, die künstlerische Elite des Landes hat sich der Aufklärung verschrieben. Darunter auch der Schriftsteller Pierre Augustin Caron de Beaumarchais, dessen aufrührerische Theaterstücke (Die Hochzeit des Figaro) das Volk begeistern. Als Beaumarchais von der Unabhängigkeitserklärung der Vereinigten Staaten erfährt, sieht er euphorisch ein neues Zeitalter heranbrechen. Gleichzeitig rührt sich in ihm sein Geschäftstrieb. Mit Waffenlieferungen an die von George Washington geführten amerikanischen Milizen, die gegen die englische Krone kämpfen, will er einen großen finanziellen Coup landen. Ohne Zustimmung und Unterstützung des französischen Königshauses unter Ludwig XVI. ist dies jedoch nicht möglich.
Auch Benjamin Franklin, Mitverfasser der Unabhängigkeitserklärung, hält sich in Paris auf, um als Gesandter der jungen amerikanischen Union für ein Bündnis mit Frankreich zu werben. Für den jungen Eiferer Beaumarchais kann sich der reservierte, gemäßigte Franklin jedoch nicht erwärmen. Obwohl beide dieselben Ziele verfolgen, gelingt es ihnen nicht, einen gemeinsamen Weg einzuschlagen. Ludwig XVI., hin- und hergerissen zwischen verschiedenen Meinungen und Interessen seiner Berater und seines Hofstaats, verspürt eine tiefe Abneigung gegen die amerikanische Sache und ahnt die Wirkung voraus, die die Saat der Freiheit für den Absolutismus haben wird. Gleichzeitig weiß er, dass das Bündnis ein wichtiger Schritt im Kampf gegen den jahrhundertelangen Erzfeind England sein würde.
Es entspinnt sich ein überaus verwinkeltes, politisches Ränkespiel, bei dem alle Protagonisten sich bei ihren Absichten auch gegen Widerstand aus dem eigenen Umfeld zu erwehren haben. Ludwig XVI. leidet unter der Verschwendungssucht, Intriganz und gestörten Beziehung zu seiner Gemahlin, der österreichischen Prinzessin Marie-Antoinette. Beaumarchais hat sich mit Gläubigern wie seinem Freundfeind Charlot Lenormant auseinanderzusetzen, Benjamin Franklin leidet unter seinem Mitgesandten, dem puritanischen Fundamentalisten Arthur Lee, der die Verhandlungen mit Frankreich erschwert.
Nach vielen Rückschlägen erzielen Beaumarchais und Franklin schließlich Erfolge. Der begnadete Schriftsteller – bestärkt durch die Fürsprache des großen französischen Aufklärers Voltaire – findet sein Heil im Theater; seine Stücke haben der Zensur des Regimes getrotzt und werden stürmisch gefeiert. Franklin kehrt mit dem so sehnlich begehrten Bündnisvertrag nach Amerika zurück, wo sich das Blatt mittlerweile endgültig zugunsten der Vereinigten Staaten gewendet hat. Marie-Antoinette hat eine Infantin geboren und Frankreich ist außenpolitisch erstarkt. Dennoch empfindet Ludwig XVI. den Vertrag mit Amerika als Niederlage.

## Hintergrund
Feuchtwanger schrieb zuerst das Bühnenwerk, dann den Roman. Das Stück erlebte seine Uraufführung unter dem Titel Waffen für Amerika in der DDR am 19. Oktober 1962 im Theater Plauen-Zwickau. In der Bundesrepublik wurde das Stück, ebenfalls als Waffen für Amerika, unter der Regie von Heinz Schirk für das Fernsehen inszeniert und 1976 – zur 200-Jahr-Feier der amerikanischen Revolution – in einer 90-Minuten-Fassung gesendet, die im März 2010 im ZDF Theaterkanal wiederholt wurde und heute als DVD (2021 erschienen) und bei Streamingdiensten verfügbar ist. Mitwirkende waren Mogens von Gadow (Louis XVI.), Christine Böhm (Marie-Antoinette), Walter Rilla (Maurepas), Arno Assmann (Benjamin Franklin), Hans-Michael Rehberg (Beaumarchais) und Sky Dumont (Graf Axel Fersen). Eine Besonderheit der TV-Fassung sind die Intermezzi mit einem Bänkelsänger (Daniel Kasztura), der spöttische vorrevolutionäre Lieder singt.
Lion Feuchtwanger schrieb zu seinem Theaterstück:

„Ich wollte die Wechselwirkung zwischen dem fortschrittlichen Frankreich und dem Unabhängigkeitskampf in Amerika darstellen. Ich wollte die amerikanische Revolution in einem neuen Licht zeigen, so nämlich, wie sie sich in den Köpfen fortgeschrittener Europäer jener Epoche malte, ich wollte amerikanische Geschichte geben im Rahmen der Weltgeschichte.“

Dem Theaterverlag zufolge, der die Rechte am Stück hält, unterscheiden sich Bühnenfassung und Roman vor allem darin, dass der Roman die Figur der Marie Antoinette stärker in den Vordergrund stellt. Die UdSSR habe den Roman im Kalten Krieg unter anderem wegen des nach pro-amerikanischer Propaganda klingenden Titels Waffen für Amerika verbieten lassen. Nachdem die erste deutschsprachige Auflage 1946/47 in den Niederlanden gedruckt worden war, wurde der Titel ausgetauscht.
Der Autor kommentierte seinen Roman in einem Nachwort wie folgt:

„Sie werden ohne weiteres verstehen, daß der Held des Romans nicht Benjamin Franklin ist, auch nicht Beaumarchais, auch nicht der König oder Voltaire, sondern jener unsichtbare Lenker der Geschichte, der, im achtzehnten Jahrhundert entdeckt, im neunzehnten Jahrhundert deutlich erkannt, beschrieben und gepriesen wurde, und dann im zwanzigsten Jahrhundert bitter verleugnet und verleumdet wurde: Der Fortschritt.“

## Ausgaben
- Erstausgabe: Waffen für Amerika. Querido, Amsterdam (1947)
- Englische Übersetzung: Proud destiny. Übersetzung von Moray Firth. Hutchinson, London 1948
- Gesammelte Werke in Einzelbänden Bd. 12: Aufbau, Berlin 1994, ISBN 3-351-02212-3
- Taschenbuch: 3. Aufl. Aufbau Taschenbuch Verlag, Berlin 2008, ISBN 978-3-7466-5635-9. Auch: Waffen für Amerika. Fischer, Frankfurt am Main 1983, ISBN 3-596-22545-0